# 가고시마 시덴 1계통
가고시마 시영 전철 1계통(일본어: 鹿児島市電1系統)은 가고시마 시 교통국이 운행을 행하는 노면 전차 운행 계통의 하나이다. 가고시마시의 가고시마에키마에 역을 기점으로 해, 다카미바바, 니츄도리, 고리모토, 와키다를 경유해, 다니야마에 이른다.
노선별로 나누면, 이른바, '노면 전차'의 제1기 선과 대부분을 '전용궤도'에서 차지하는 가고시마 시영 전철 다니야마 선이 이 계통에 해당되지만, 실제는 통해서 운행되고 있으며, 이른바 경전철로 지칭한다.

## 정류장 목록
| 노 선          | 역명                   | 일어 역명    | 접속 노선                         | 궤도        |
| -------------- | ---------------------- | ------------ | --------------------------------- | ----------- |
| 제 1 기 선     | 가고시마에키마에       | 鹿児島駅前   | JR 규슈 가고시마 본선 · 닛포 본선 | 병 용 궤 도 |
| 제 1 기 선     | 사쿠라지마산바시도리   | 桜島桟橋通   |                                   | 병 용 궤 도 |
| 제 1 기 선     | 스이조쿠칸구치         | 水族館口     |                                   | 병 용 궤 도 |
| 제 1 기 선     | 시야쿠쇼마에           | 市役所前     |                                   | 병 용 궤 도 |
| 제 1 기 선     | 아사히도리             | 朝日通       |                                   | 병 용 궤 도 |
| 제 1 기 선     | 이즈로도리             | いづろ通     |                                   | 병 용 궤 도 |
| 제 1 기 선     | 덴몬칸도리             | 天文館通     |                                   | 병 용 궤 도 |
| 제 1 기 선     | 다카미바바             | 高見馬場     | 가고시마 시 교통국 노면전차 2계통 | 병 용 궤 도 |
| 제 1 기 선     | 고토추갓코마에         | 甲東中学校前 |                                   | 병 용 궤 도 |
| 제 1 기 선     | 신야시키               | 新屋敷       |                                   | 병 용 궤 도 |
| 다 니 야 마 선 | 다케노하시             | 武之橋       |                                   | 병 용 궤 도 |
| 다 니 야 마 선 | 니추도리               | 二中通       |                                   | 병 용 궤 도 |
| 다 니 야 마 선 | 아라타하치만           | 荒田八幡     |                                   | 병 용 궤 도 |
| 다 니 야 마 선 | 기샤바                 | 騎射場       |                                   | 병 용 궤 도 |
| 다 니 야 마 선 | 가모이케               | 鴨池         |                                   | 병 용 궤 도 |
| 다 니 야 마 선 | 고리모토               | 郡元         | 가고시마 시 교통국 노면전차 2계통 | 병 용 궤 도 |
| 다 니 야 마 선 | 나미다바시             | 涙橋         |                                   | 병 용 궤 도 |
| 다 니 야 마 선 | 미나미카고시마에키마에 | 南鹿児島駅前 |                                   | 전 용 궤 도 |
| 다 니 야 마 선 | 니켄자야               | 二軒茶屋     |                                   | 전 용 궤 도 |
| 다 니 야 마 선 | 우스키잇초메           | 宇宿一丁目   |                                   | 전 용 궤 도 |
| 다 니 야 마 선 | 와키다                 | 脇田         |                                   | 전 용 궤 도 |
| 다 니 야 마 선 | 사사누키               | 笹貫         |                                   | 전 용 궤 도 |
| 다 니 야 마 선 | 가미시오야             | 上塩屋       |                                   | 전 용 궤 도 |
| 다 니 야 마 선 | 다니야마               | 谷山         |                                   | 전 용 궤 도 |

## 같이 보기
- 가고시마 시 교통국
- 가고시마 시영 전철 제1기 선
- 가고시마 시영 전철 다니야마 선